# 傅杰
傅杰（1935年7月—），山东胶州人，中华人民共和国政治人物。1951年入青岛师范学校学习，1953年加入中国共产党，1954年入华东师范大学政治教育系学习。1957年毕业于华东师范大学政治教育系。
历任青岛市学联副主席，全国学联第十六届副主席，上海市学联主席。1960年后任共青团中央书记秘书。1976年后任第一机械工业部设计总院党委副书记兼纪律检查委员会书记。1980年后任第一机械工业部、机械工业部纪律检查组副组长。1983年后任中央纪律检查委员会第三纪律检查室副主任、主任。1985年在中国共产党全国代表会议上增选为中央纪律检查委员会委员、常委。1987年、1992年、1997年在中共第十三、十四、十五次全国代表大会上当选为中央纪律检查委员会委员，常委。2000年1月增选为中纪委副书记。2003年3月任第十届全国政协提案委员会主任。是中共第十三大至十五大代表。